# 天津工业大学
天津工业大学（英文名 Tiangong University，英文简称 TGU，曾用英文译名 Tianjin Polytechnic University，TJPU）是中华人民共和国教育部与天津市共建高校，天津市属高校中唯一国家国防科技工业局和天津市人民政府共建高校，天津市重点建设的全日制普通高等学校，入选国家卓越工程师教育培养计划、国家建设高水平大学公派研究生项目、国家“特色重点学科项目”、中国政府奖学金来华留学生接收院校，是入选国家“111计划”的天津市唯一地方院校，是国家首批“双一流”世界一流学科建设高校。

## 历史沿革
2000年初，天津市人民政府致函教育部拟将天津纺织工学院与天津市经济管理干部学院合并设立一所大学，拟定新校的名称为“天津科技大学”，天津市教育委员会就两校合并后确定学校名称问题请示教育部。2000年4月24日，教育部同意天津纺织工学院与天津市经济管理干部学院合并，新校定名为天津工业大学，同时撤销原两校的建制。
2011年，天津工业大学计算机科学与软件学院成为天津市首批示范性软件学院。2012年3月，纺织工程、材料科学与工程、环境工程、自动化四个专业入选教育部“卓越工程师教育培养计划”。2017年9月，天津工业大学入选国家“双一流”世界一流学科建设高校名单。2018年3月，天津城建大学、天津工业大学、天津职业技术师范大学三所天津高校与巴基斯坦旁遮普省共建的“旁遮普天津技术大学”。2018年9月，国家国防科技工业局和天津市人民政府正式签署协议，决定共建天津工业大学。同年，入选年“高等学校学科创新引智计划”（即“111计划”）。2019年6月28日，天津工业大学与华为技术有限公司签署全面深化合作协议  。

## 学校现状

### 院系专业
- 纺织科学与工程学院
- 材料科学与工程学院
- 化学与化工学院
- 环境科学与工程学院
- 机械工程学院
- 计算機科學与技术学院
- 人工智能学院
- 电气工程与自动化学院
- 电子与信息工程学院
- 生命科学学院
- 艺术学院
- 经济与管理学院
- 物理科学与技术学院
- 数学科学学院
- 人文学院
- 法学院/知识产权学院
- 马克思主义学院
- 博雅书院
- 国际教育学院
- 继续教育学院
- 航天航空学院
- 软件学院

### 学科评估
天津工业大学共有14个一级学科学科参与了中华人民共和国教育部学位与研究生教育发展中心组织的第四轮学科评估  。其中纺织科学与工程被评为A+学科
| 评级 | 学科代号 | 学科名           |
| ---- | -------- | ---------------- |
| A+   | 0821     | 纺织科学与工程   |
| B-   | 0805     | 材料科学与工程   |
| B-   | 0812     | 计算机科学与技术 |
| C+   | 0802     | 机械工程         |
| C+   | 0811     | 控制科学与工程   |
| C+   | 0817     | 化学工程与技术   |
| C+   | 0830     | 环境科学与工程   |
| C+   | 0835     | 软件工程         |
| C    | 0809     | 电子科学与技术   |
| C    | 0810     | 信息与通信工程   |
| C    | 1201     | 管理科学与工程   |
| C    | 1305     | 设计学           |
| C-   | 0202     | 应用经济学       |
| C-   | 1211     | 工商管理         |

### 国家重点实验室
省部共建分离膜与膜过程国家重点实验室

### 校区设置
2011年8月开始，位于河东区的工大老校陆续搬迁至新校区。2014年秋，河东区老校区大部分建筑物已经被拆除，但校园内仍有教学活动。

### 图书馆
2011年11月28日，新校区的图书馆正式运营。该图书馆耗资约3亿，是天津市各校最大的图书馆，同时是亚洲最长的图书馆。该馆拥有国内领先的图书自助借还系统（采用3M系统），实现无人借阅，读者将凭“一卡通”入馆，可携带书包。